# Preghiera

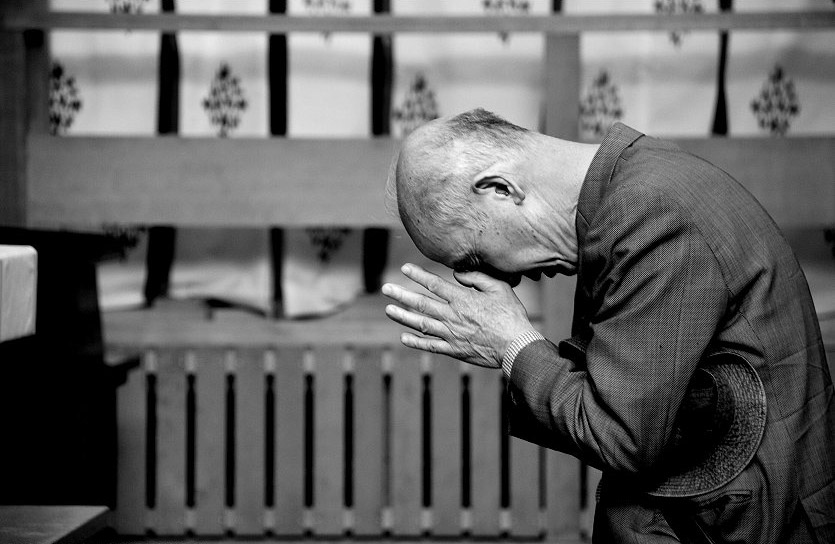
Uomo in preghiera in un tempio shintoista giapponese

La preghiera è una delle pratiche comuni in molte religioni. Essa consiste nel rivolgersi alla dimensione del sacro  con la parola o con il pensiero; gli scopi della preghiera possono essere molteplici: invocare, chiedere un aiuto, chiedere una grazia, chiedere perdono, lodare, ringraziare, santificare, o esprimere devozione o abbandono. La preghiera è solitamente considerata come il momento in cui una persona 'parla' al sacro, mentre la fase inversa è la meditazione, durante la quale è il sacro che 'parla' alla persona.
La preghiera può essere vocale o mentale, personale o comunitaria, libera oppure liturgica; solitamente quest'ultima forma si ritrova come preghiera scritta (o comunque tramandata in qualche modo). La preghiera può essere distinta anche in privata o pubblica: la prima viene fatta dai fedeli a nome proprio, la seconda viene fatta a nome della comunità (come l'ufficio divino dei cattolici, che viene recitato non in nome proprio, ma in nome di tutta la Chiesa). Una delle forme di preghiera più diffuse è il canto devozionale.

## La preghiera nel cristianesimo
(Novalis, Fragmente und Studien, 1799-1800, Nr. 125, III 573)
La preghiera è considerata molto importante nel cristianesimo. La preghiera del Padre nostro, che secondo il racconto dei Vangeli fu insegnata dallo stesso Gesù ai suoi discepoli, costituisce un modello di preghiera per tutti i cristiani. Vari passi del Nuovo Testamento esortano alla preghiera: “non siate in ansietà per cosa alcuna, ma in ogni cosa le vostre richieste siano rese note a Dio mediante preghiera e supplica, con ringraziamento” (Filippesi, 4:6-7); “non cessate mai di pregare” (1 Tessalonicesi 5:17); “siate dunque moderati e sobri per dedicarvi alle preghiere” (Pietro 4:7); “perseveranti nella preghiera” (Romani 12:12); “perseverate nella preghiera, vegliando in essa con ringraziamento” (Colossesi, 4:2); ecc. 
Tutte le testimonianze della Parola di Dio sulla preghiera, indicano di rendere la preghiera una massima priorità della vita del cristiano.
Come afferma il Messale romano nelle parole di introduzione al Sanctus, la stessa vita eterna in Paradiso delle anime non dannate è una preghiera senza fine, un inno di lode e gloria al Volto di Dio, "insieme" ai santi angeli e alle sante anime degli altri defunti già salvati.
Per la secolare tradizione cristiana, la giaculatoria è un tipo di preghiera semplice e chiara, adatta ai fedeli di ogni età. Il sentimento sincero e intenso tipico della devozione popolare, pure nella semplicità della sua forma e del suo contenuto, la rendono una preghiera gradita e potenzialmente efficace al pari delle altre preghiere più lunghe, complete e note.
Secondo la dottrina cattolica, quando una persona prega si eleva a Dio in modo cosciente. La preghiera, dice il Crisostomo, è un'ancora sicura a chi sta in pericolo di naufragare; è un tesoro immenso di ricchezze a chi è povero; è una medicina efficacissima a chi è infermo; ed è una custodia certa a chi vuol conservarsi in santità". La preghiera dovrebbe essere una abitudine quotidiana di tutti e permette di aprire un canale di comunicazione con Dio, che dona in cambio una sensazione di pace e serenità. Dio è sempre pronto ad ascoltarci in ogni attimo della vita e può risponderci in tantissimi modi diversi, attraverso accadimenti ma anche momenti di empatia e comunicazione inimmaginabili. È sempre vivo e presente nella nostra vita, non è un fatto storico che attende di rivelarsi nuovamente solo alla fine della nostra vita, quindi è bene trovare lo spazio della preghiera in ogni giornata e questa buona volontà non sarà mai vuota di significato, perché contribuirà al diffondersi del bene nella vita nostra ma anche di altre persone, anche se non si conoscono; la preghiera è di una efficacia incredibile se ci si dedica con costanza e se viene dal cuore. La preghiera può avere lo scopo di adorare Dio, di rendergli grazie e di presentargli le nostre richieste; quest'ultima azione va fatta però senza pretese, subordinando i nostri desideri alla volontà di Dio.
La preghiera cristiana non è un atto automatico e scontato, ma presuppone la fede. Chi prega non può limitarsi a chiedere qualcosa, ma deve mettersi in ascolto di Dio. Inoltre, pregare per qualcuno o per qualcosa (preghiera di intercessione) non significa limitarsi a fare un'attività di pensiero, ma prepararsi ad assumersi delle responsabilità nei confronti di quelle persone o situazioni.
«Quando capisci che la preghiera è una modalità di amare con un cuore grande e infinito, allora ti accorgi che quello che fai materialmente non basta, e come c'è l'amore che si fa prossimo concretamente, con le mani, c'è una modalità di amare che si fa prossimo all'altro standogli accanto nel cuore.»
Per molti cattolici la preghiera preferita è il Santo Rosario, che permette di rievocare gli episodi principali della vita di Gesù e di Maria meditando su di essi; il Santo Rosario è una preghiera a cui sono associate tradizionalmente tantissime grazie. Tra gli ortodossi è molto popolare la preghiera di Gesù. Per i protestanti la preghiera deve accompagnare la lettura della Bibbia, che nella spiritualità protestante ha un ruolo centrale. Il fedele protestante prega inizialmente invocando lo Spirito Santo, poi legge un brano biblico meditando su di esso e infine prega nuovamente, concludendo con l'intenzione di testimoniare la fede in Cristo nella propria vita.
L'anno liturgico cattolico è tradizionalmente scandito dalla preghiera rivolta a un qualche protagonista della fede:
- Gennaio: mese di preghiera e culto rivolto al Bambino Gesù.
- Febbraio: mese di preghiera e culto rivolto allo Spirito Santo Dio.
- Marzo: mese di preghiera e culto rivolto a San Giuseppe.
- Aprile: mese di preghiera e culto rivolto alla Divina Misericordia.
- Maggio: mese di preghiera e culto rivolto a Maria Santissima madre di Dio.
- Giugno: mese di preghiera e culto rivolto al Sacro Cuore di Gesù.
- Luglio: mese di preghiera e culto rivolto al Preziosissimo Sangue di Gesù.
- Agosto: mese di preghiera e culto rivolto al Padre Dio.
- Settembre: mese di preghiera e culto rivolto ai Santi Angeli di Dio.
- Ottobre: mese di preghiera e culto rivolto al Santo Rosario.
- Novembre: mese di preghiera e culto rivolto alle Anime dei defunti.
- Dicembre: mese di preghiera e culto rivolto alla Vergine Immacolata e al Santo Natale.

### Forme di preghiera pubblica

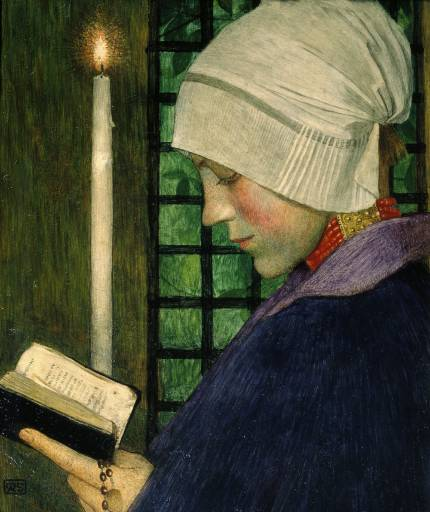
Donna che prega a Candelora (dipinto di Marianne Stokes, 1901)

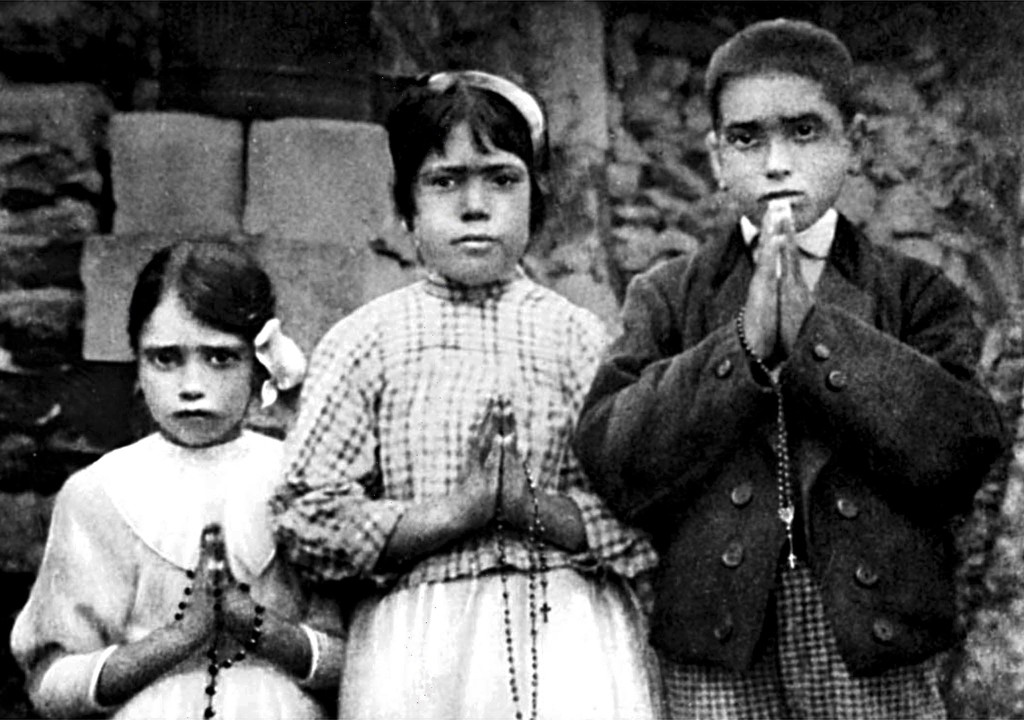
Lúcia dos Santos (al centro) con i cugini Francesco e Giacinta Marto in preghiera recitando il rosario a Fatima in Portogallo nel 1917.

Nel Cristianesimo la forma classica e più antica di preghiera pubblica sono le ore canoniche, cioè momenti fissi durante la giornata in cui vengono recitati (o cantati) dei salmi più altre preghiere, dalla Bibbia o composte dalle Chiese, oltre a inni e intercessioni. Di origine antichissima (la struttura è stata ereditata dalla preghiera ebraica sinagogale e del Tempio di Gerusalemme), le ore canoniche ebbero particolare rilievo nelle comunità monastiche come ufficio corale.

### Forme di preghiera privata
Nelle devozioni private esistono vari tipi di preghiere, che hanno un unico fine: elevare l'anima a Dio. Elevare l'anima a Dio è infatti la definizione ufficiale della preghiera così come riportato dal Catechismo della Chiesa Cattolica.
In realtà, come dice la Bibbia (Sap 1,7 e At 17,28), noi già viviamo ed esistiamo dentro Dio; come pure affermano alcune tradizioni religiose antiche dei popoli asiatici e americani. Essendo però Dio di natura trascendente e spirituale, la sua presenza non appare sempre immediatamente percepibile ed evidente. Ecco perché è necessario elevare l'anima a Dio, cioè compiere un atto di volontà (la volontà è una delle tre potenze dell'anima insieme alla memoria e all'intelletto) che ci rende più attenti, più sensibili, più partecipi di questa presenza che è sempre e ovunque. I modi di muovere la volontà e dunque l'anima a questa consapevolezza e a questa comunione sono molti e diversi. La tradizione cattolica ne enumera svariate decine che sono state ispirate dai santi nel corso dei secoli passati e che hanno trovato una eco più o meno duratura e diffusa, in funzione della semplicità, della praticità e della bellezza delle stesse modalità di preghiera.
Tra le forme private di preghiera più diffuse dalla tradizione cristiana troviamo:
- la preghiera biblica (che utilizza direttamente le parole della Sacra Scrittura oppure che parte dalla lettura della Bibbia per poi aprirsi al colloquio personale con Dio, come fa la lectio divina);
- il colloquio personale con Dio (che l'uomo può vivere in qualunque tempo e luogo);
- il Santo Rosario (una forma devozionale nata nel Medioevo e diffusa oggi in tutti i popoli cattolici): è una preghiera completa perché riporta in sintesi tutta la storia della nostra salvezza meditando i misteri della vita di Gesù e Maria e includendo le preghiere del Credo, del Padre Nostro, dell'Ave Maria e del Gloria. In tutte le apparizioni la Vergine Maria ha invitato a recitare il Rosario per la diffusione del bene, per la pace e per ottenere grandi grazie per sé e per gli altri,[8] per la conversione e la crescita spirituale; la maggior parte dei protestanti non accetta il Rosario, mentre gli anglicani usano un Rosario di diverso tipo conosciuto come Rosario anglicano;
- la Preghiera di Gesù, che viene praticata dagli Ortodossi con l'ausilio di una coroncina chiamata komboloi; è considerata l'equivalente ortodosso del Rosario cattolico;
- il Triduo: preghiera recitata per tre giorni; i tridui di preghiere sono consueti in preparazione a una determinata festa o per ricevere una particolare grazia.
- il culto delle immagini (fondato sul fatto che l'immagine sacra subito richiama alla mente la persona divina rappresentata e diffuso, oltre che nelle chiese, specialmente nei luoghi dove le chiese e i luoghi di culto pubblico sono lontani); tale culto è praticato anche dagli Ortodossi ma non è accettato dal Protestantesimo;
- la via crucis (devozione nata nel Medioevo e diffusa nel XVII secolo da san Leonardo da Porto Maurizio);
- la vigilanza (cioè l'atteggiamento interiore dell'uomo che vigila sui suoi pensieri, discernendo quelli buoni da quelli malvagi per coltivare quelli buoni e rinnegare, dissolvere, dimenticare quelli malvagi);
- la ripetizione (cioè l'atto della volontà che dà inizio ad un ciclo ripetitivo di brevi invocazioni o preghiere ben conosciute, che l'uomo ripete dentro di sé fino a formare un tappeto morbido e robusto sul quale l'anima si stende e si rilassa per poi entrare nella contemplazione);
- la contemplazione (è la forma di preghiera considerata più santa, in quanto comunione stessa con il Santo, essendo stata definita dall'uomo la santità come la natura stessa di Dio; la contemplazione è la presenza viva di Dio nell'uomo che ispira direttamente pensieri, parole, immagini, azioni, per cui nella contemplazione l'uomo vede ciò che Dio vede, sente ciò che Dio sente, fa ciò che Dio fa);
- la meditazione (è il fluire o il sorgere di pensieri che vengono suggeriti, stimolati, ispirati dalle fonti più diverse, come ricordi, incontri, discorsi, letture, fatti, immagini, simboli. Essendo immenso il bacino di spunti per la meditazione, essa è probabilmente la forma di orazione più praticata di ogni tempo);
- l'usanza cristiana di pregare con le mani giunte risale al Medioevo e deriva dalla cerimonia dell'omaggio feudale. L'uomo che si disponeva all'omaggio congiungeva le mani e le poneva unite fra quelle del suo signore per diventare suo vassallo. La forma dell'omaggio vassallatico influenzò anche il culto cristiano e il modo di pregare Dio, che divenne il signore di cui invocare la protezione. Chi pregava cominciò a farlo a mani giunte non più con le braccia aperte rivolte verso il cielo. Diventò così un gesto di sottomissione assoluta al proprio superiore.[9]

### Preghiera e grazia come mezzo della Verità
Per secoli, le preghiere ispirate dagli angeli ai santi sono state il principale modo di affermare e tramandare a voce le verità di fede accettate comunemente dai credenti, prima di giungere ad una loro formalizzazione dogmatica e teologica.
Permane ancora oggi tale funzione della preghiera come mezzo di conoscenza della Verità e della volontà di Dio, in quanto la gratuita concessione della grazia dopo una preghiera, costituisce e comporta la prova della veridicità di quanto in essa affermato. 

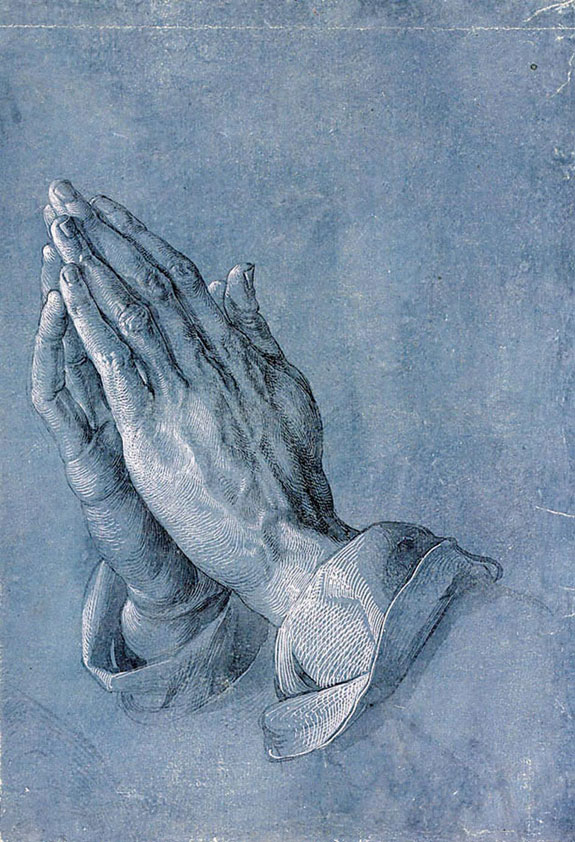
Albrecht Dürer, Mani in preghiera, 1508, penna ed inchiostro su carta blu, Albertina, Vienna

Fondamento di questa convinzione sono due motivi teologici:
- Dio è la Somma Unità, la Somma Verità e il Sommo Bene, pertanto mai può ingannare e mentire ad alcuno,
- non è possibile che la Grazia segua una preghiera che contiene delle parole di inganno e di menzogna. Infatti, Dio Uno e Trino è il Logos (tradotto con Verbo), ed è  "log-ico" in parole ed opere: dalle premesse false di un sillogismo -quali sono il testo di una preghiera e la richiesta di una grazia- non può seguire una terza conseguenza vera, nell'essere o nel sapere.

Ciò vale ad esempio per l'esorcismo, dove la grazia dell'allontanamento di un demone è di indubbia provenienza divina, oltre al fatto che l'esorcismo è una preghiera "infallibile", sia per il tipo di richiesta (la liberazione dal male conforme al Padre nostro) che per le sue parole perfette, tale che si è certi fin dall'inizio che la grazia richiesta sarà sicuramente concessa. Esempi di preghiera esorcistica sono l'Exorcismus in Satanam et angelos apostaticos di papa Leone XIII per casi di presunta possessione in anima e corpo, e il Santo Rosario per gli altri fedeli (come il Rosario di Santa Brigida).

## Preghiera, immutabilità e prescienza di Dio
Origene scrisse il trattato Sulla preghiera nel quale rispondeva alla domanda del suo mecenate Ambrogio se questa sua utile, dato che Dio conosce il futuro.
Origene afferma che la prescienza non impedisce a Dio di agire in conseguenza delle libere azioni umane. La preghiera è il centro della vita cristiana che crea una comunione dei santi con gli angeli e le anime dei defunti, tutti uniti nella comune orazione al Logos che intercede presso Dio Padre.
Si distinguono una preghiera di glorificazione a Dio, una preghiera di supplica fiduciosa, una di richiesta e una di ringraziamento.

## La preghiera nelle altre religioni

### Religioni abramitiche
- Nell'ebraismo sono previste tre preghiere nei giorni feriali, in ricordo dei sacrifici di animali e vegetali che venivano praticati nel Santuario: l'Arvith, Shachrith e Minchah. Le preghiere sono quattro il sabato e altri giorni particolari (5 volte per Yom Kippur). L'ordine delle preghiere si trova nel Siddur, il tradizionale libro delle preghiere ebraico. Sebbene la preghiera individuale sia valida, pregare con un minyan (numero minimo di dieci maschi adulti) è considerato ideale. Molte sinagoghe hanno un hazzan, cioè un cantore che guida la preghiera della comunità.

- Nell'Islam la preghiera canonica è chiamata ṣalāt, prescritta 5 volte al giorno, in forma singola o collettiva, anche se sono previste e consigliate altre preghiere volontarie. Per inginocchiarsi durante le preghiere giornaliere i musulmani utilizzano un piccolo tappeto chiamato "tappeto di preghiera".
- Nella Fede Bahá'í la preghiera è comunicazione consapevole con Dio e la forza più potente per lo sviluppo dell'anima. Attraverso la preghiera l'uomo riconosce e coltiva l'amore per Dio. Gli scritti bahá'í comprendono diverse preghiere di Bahá'u'lláh, del Báb e di 'Abdu'l-Bahá. Esse riguardano vari aspetti della vita e alcune sono utilizzate in occasioni particolari. Sono recitate sia in privato, sia durante le riunioni. Il credente decide autonomamente quando, dove e come pregare. L'unica eccezione è la preghiera obbligatoria quotidiana, per la cui recitazione sono previste specifiche modalità. [11]

### Religioni orientali
- Nel Buddhismo non vi sono preghiere di richiesta rivolte a Dio (questa religione non si riferisce direttamente al Dio personale attivo nell'organizzazione del mondo, per quanto lo concepisca come Dio, Natura di Buddha, Adi-Buddha, o Buddha eterno) e neanche a Buddha, ritenuto solo un maestro; le preghiere rituali hanno una forma dichiarativa e vengono recitate per esprimere ideali, intenzioni e aspirazioni del fedele, come quelli di prendere rifugio nel Buddha ed osservarne i precetti. Nel Buddhismo Nichiren si prega mediante la recitazione di alcuni brani del Sutra del Loto.[12] Nelle varie correnti del buddhismo sono previste anche diverse forme di meditazione, mediante visualizzazioni e ripetizioni di mantra.

- Nell'Induismo i fedeli hanno in genere nelle case un angolo dedicato alla preghiera, dove si trovano statue della divinità a cui sono devoti. Il culto domestico prevede offerte di cibo e acqua e recitazione di preghiere rituali mediante la lettura di brani tratti dai Veda.[13] Anche nell'Induismo si pratica la meditazione mediante ripetizione di mantra, tra cui la sillaba sacra Oṃ.
- Nel Taoismo religioso le preghiere liturgiche sono costituite dagli Inni di glorificazione al Tao contenuti nel Canone taoista. Vi sono inoltre diverse liturgie per esprimere richieste o ringraziamenti al Tao[14]. Anche nel taoismo vi sono varie forme di meditazione.
- Nel Confucianesimo sono previste cerimonie religiose nei templi ma c'è una scarsa attenzione alla preghiera personale. Per Confucio tutta la propria vita deve essere una preghiera; le cattive azioni offendono gli dei e "chi offende gli dei non ha nessuno da pregare". Zhu Xi ha precisato che la vera preghiera non consiste nell'invocare il Cielo ma nel pentirsi delle proprie cattive azioni e nel fare il proposito di migliorarsi[15][16].